# Поминальные дни у славян

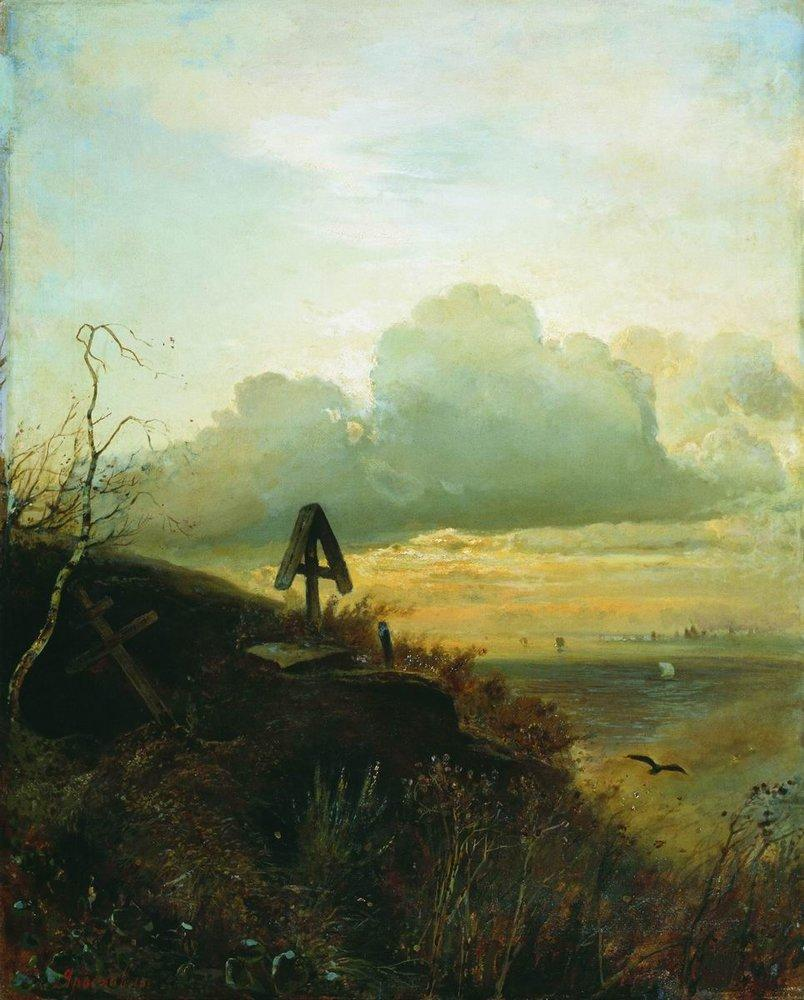
Алексей Саврасов. Картина «Могила на Волге» 1874 года

Помина́льные дни у славян — славянские календарные дни поминовения умерших (усопших), посвящённые умершим предкам; дни, включающие, как правило, церковное поминовение, посещение кладбищ, поминальную трапезу у могил и дома (прежде всего у православных славян); дни, в которые «кормили души»: готовили особую (поминальную) пищу (например, коливо, кутью, блины, хлеб), варили пиво и соблюдали многочисленные запреты. Состав поминальных дней и ритуал поминовения неодинаковы в разных этнических, конфессиональных и локальных традициях. Разные поминальные дни различны по содержанию.
В народных обычаях принято поминать «родителей» перед большими праздниками: масленой неделей, Троицей, Покровом и Дмитровым днём. В Полесье в список входили также Михайловская суббота, поминальные пятницы. Народный календарь поминовения усопших несколько отличается от христианского, например, народ не отмечает некоторые «родительские субботы» богослужебного круга.

## Типология
Кроме специально предназначенных для поминовения дней (деды, Задушки, Задушницы, Радоница, Проводы), поминальные обряды и мотивы у славян присутствовали в большинстве годовых праздников (чаще всего предкам посвящались кануны праздников, особенно Рождества, Троицы, Масленицы), нередко также и в местных, храмовых праздниках. Большая часть поминальных дней приходится на субботу или пятницу и субботу.
У русских к поминальным дням (родительские дни, с.-зап. также урочные дни) относятся прежде всего Радуница и «родительские субботы», а также вторник или четверг в период Зелёных святок, когда поминали в основном безымянных и умерших не своей смертью (смотрите Заложные покойники), кроме погибших в бою. В Русской православной церкви к поминальным дням также относятся субботы на 2-й, 3-й, 4-й неделе Великого поста.

## Обряды
В поминальные дни варили кутью, пекли пироги, блины, кисель, пиво, носили снедь на могилы, чтобы помянуть «родителей»; часть еды относили в церковь и раздавали нищим. В Архангельской губернии поминовения совершались дома: перед едой молча стояли у стола, не прикасаясь к кушаньям (по поверьям, в это время ели умершие). Во многих местах первый блин, испечённый на масленицу, предназначали предкам — клали на слуховое окно, за икону, съедали за упокой души, отдавали птицам. В Заонежье главными поминальными днями считали мясопустную (на Масленицу), троицкую и дмитровскую субботы; в эти дни ходили в церковь и посещали кладбища; в некоторых местах в поминальные дни происходили массовые гулянья на кладбищах и даже конные состязания. На Рождество Христово и Крещение Господне предков поминали блинами на могилах; при этом запрещалось сметать снег с могил и крестов, иначе покойники приходили во сне и сердились: «Зачем одеяло (шубу) сняла, холод такой голове и ногам». В Смоленской области перед родительскими субботами и крупными праздниками топили баню, в которой мылись сами и оставляли для «родителей» воду, мыло, веники, чистое полотенце, бельё со словами: «Ну, честные родители, приходите и вы, мойтесь».

## Пасха мёртвых

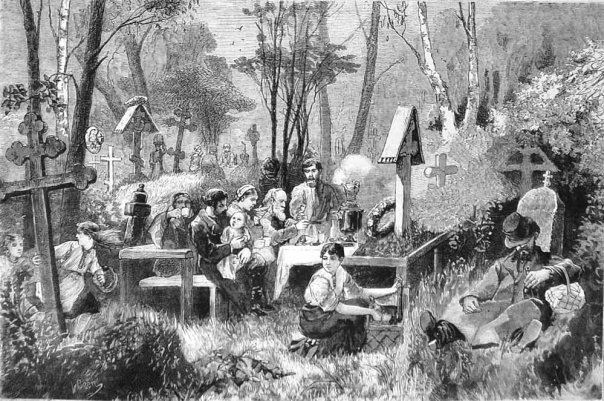
Смоленское кладбище, поминки. 1881 год

На Страстной, пасхальной или Радоницкой неделях у восточных и южных славян совершали поминовения предков, основанные на представлении о «Пасхе мёртвых» или «Навьих проводах». Согласно представлению в канун Пасхи Господь открывает рай и ад (знаком чего являются открытые в церкви царские врата) и выпускает с «того света» души умерших, чтобы они могли посетить свои дома и отметить свою Пасху. С этим у восточных и южных славян связано поверье о том, что в течение всей пасхальной недели (либо в период от Пасхи до Вознесения) Христос ходит по земле и каждый умерший в это время человек попадает прямо в рай.
Поминовение умерших на Страстной и Светлой неделях противоречит церковному канону (как несовместимое с радостью по поводу Воскресения Христа) и сохранило статус сугубо народного обычая.

## Родительские субботы
Народный календарь поминовения усопших не совпадает с христианским: в народе не отмечаются многие «родительские субботы» церковного цикла. В народных обычаях было принято поминать «родителей» перед большими праздниками: масленой неделей, Троицей, Покровом и Дмитровым днём. В Полесье в список входили также Михайловская суббота, поминальные пятницы.

## Радоница

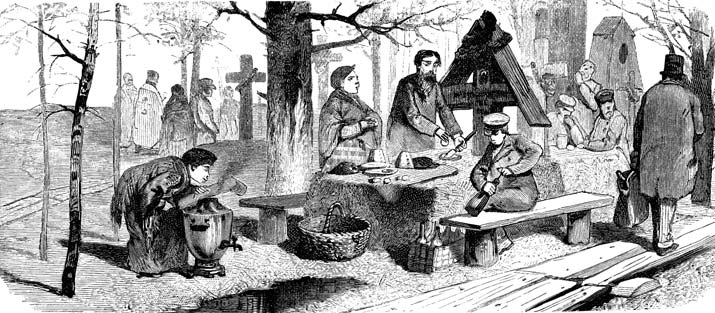
Поминки на Радоницу. XIX век

Радоница — в России, на востоке Белоруссии и северо-востоке Украины поминальный день, приходящийся на вторник, реже — понедельник Фоминой недели.
Радоница — всенародный праздник: «Вся деревня выходила на кладбище к могилам своих близких. Женщины на могилах причитали… На могилы приносили еду и питьё: кутья, пироги, калачи, блины, сырники, крашеные яйца, вино, пиво, канун и так далее. Едой делились с покойниками: яйца, блины и прочие угощения крошили на могилах и оставляли их там. На могилы лили масло, вино, пиво; всё это делалось мёртвым на еду. По могиле катали яйца».
В иных местах Российской империи Радоница — день домашнего и церковного поминовения, в который не принято навещать усопших на кладбище. Так, на северо-востоке России, а также кое-где в Белоруссии на Радоницу готовили баню для мёртвых, оставляя для них воду с веником, чистое бельё, а сами при этом не мылись и даже не заходили в баню; наутро на золе, рассыпанной на полу, искали следы умерших. В Черниговской губернии вторник Фоминой недели назывался «Радульные деды»; считалось, что предки в этот день приходят домой; поэтому для них на окно выставляли воду и сыпали крошки, на стол выставляли три перемены блюд («завтрак», «обед» и «ужин»); после чего «диды шли да дому». На Украине и в Белоруссии сохранился обычай по завершении Радоницы мыться в бане (что может быть истолковано и как очистительный обычай, и как отмена запрета на мытьё в бане, соблюдаемого в некоторых местах со Страстного четверга до Радуницы).
К Радонице специально красили яйца, причём кое-где уже не в красный, а в жёлтый или зелёный, то есть в «жалобные» цвета (полес.).

## Семик
Семи́к — седьмой четверг или седьмое воскресенье после Пасхи, откуда и название. Отличительной чертой Семика являлось поминовение «заложных» покойников, то есть погибших не своей смертью («кто не изжил своего века»). Поминки проводились обычно в четверг Семицкой недели, в некоторых местах — во вторник («Задушные поминки»). Считалось, что души заложных покойников возвращаются в мир живых и продолжают своё существование на земле в качестве мифологических существ. Их запрещалось отпевать в церкви, и поминались они отдельно. По народным представлениям, умерших плохой смертью не принимает земля; поэтому они остаются неупокоенными и могут досаждать живым, зачастую находятся в услужении у нечистой силы, а иногда вообще обладают демоническими свойствами. Поминать заложных покойников разрешалось только в Семик, поэтому этот день считался «отрадой» для их душ. В городской традиции до конца XVIII века в Семик хоронили скопившихся за зиму в «скудельницах» заложных покойников, которых запрещали хоронить в другое время. Поминки в Семик проводились дома, на кладбищах, в часовнях, на местах сражений и массовых захоронений.
Обязательной была поминальная трапеза с обрядовой пищей (блины, пироги, кисель и прочее) и пивом (позже — вином и водкой). Поминовение нередко принимало разгульный характер, сопровождалось весёлыми гуляниями и даже кулачными боями. Таким образом, поминовению заложных покойников уделялось очень большое внимание. Связано это с тем, что они, при отсутствии должного почтения, вполне могли наслать засуху или неурожай, тревожить своими посещениями или открыто вредить людям.

## Деды

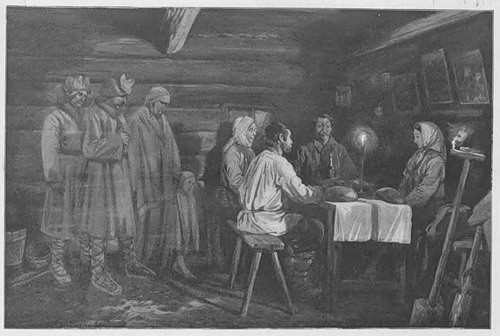
Деды, родительский день

Деды — поминальные дни в народном календаре белорусов и украинцев, которые отмечаются несколько (от трёх до шести) раз в году; их число и значимость различны по регионам. Согласно верованиям, в эти дни умершие (деды, души, родители, мёртвые) приходят в свои дома на поминальный ужин (который тоже может называться Деды). Во многих случаях в число поминальных Дедов не входит Радуница, когда покойников, как правило, поминают на кладбище.
В центральном Полесье Деды справляют два дня (пятницу и субботу, в этом случае звавшиеся Дедова пятница и Бабина суббота, или просто Деды и Бабы) — в пятницу готовят постный поминальный ужин (вечерю), а в субботу скоромный (с яичницей, салом и молочными блюдами) обед ранее обычного или даже завтрак.

## Задушницы

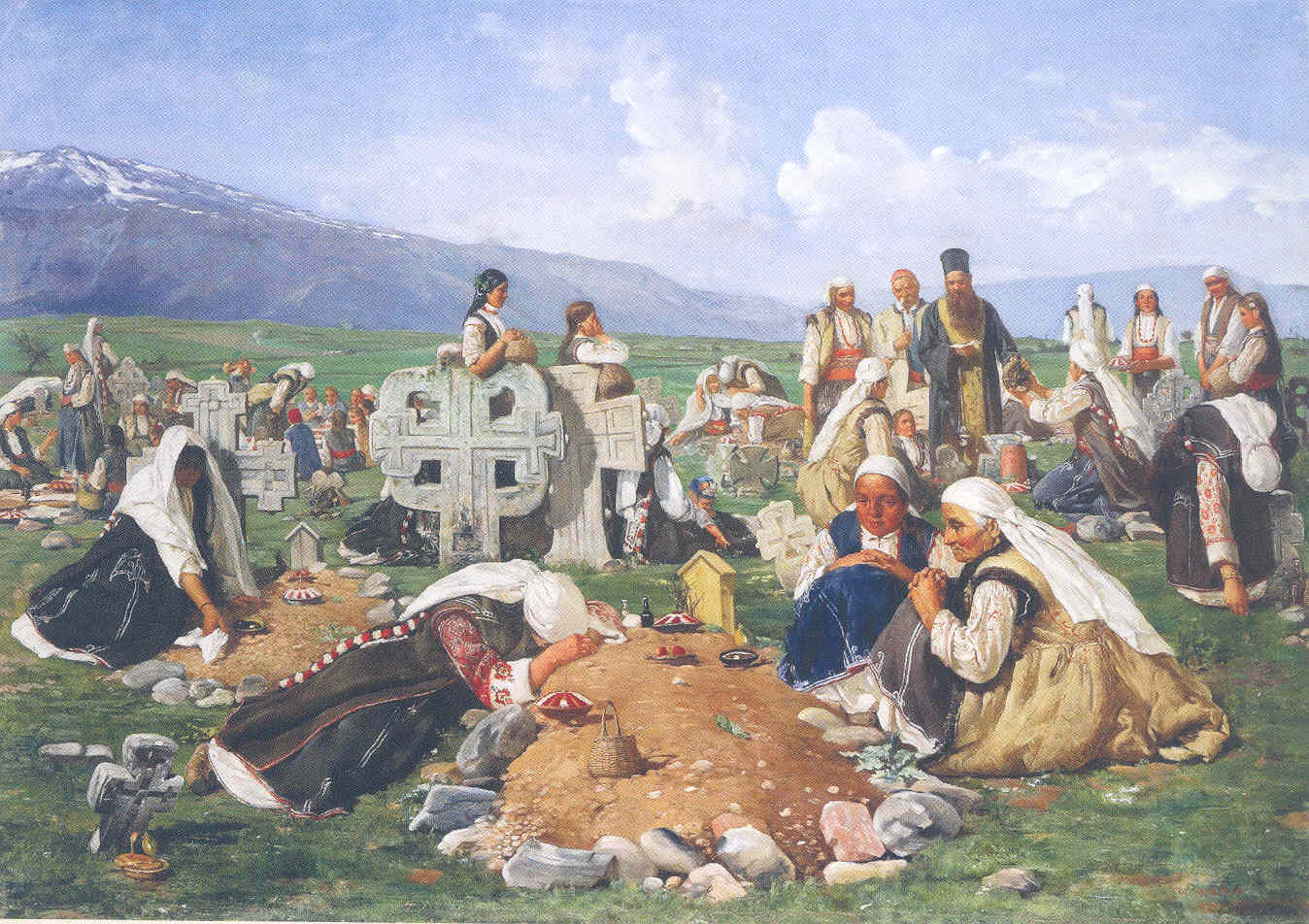
Иван Мырквичка. Задушницы у болгар. 1890 год

В народном календаре южных славян поминальные дни носили название Задушницы (серб. задушнице; болг. задушници, душници, одуша, одуше, мъртви съботи, мъртъв ден, мъртвем, стари мъртви).
Число таких дней различно в разных регионах; среди них главными, отмечаемыми практически всюду, можно считать следующие дни:
1. субботу перед масленицей (болг. Голяма задушиица, Големи задуши, Голяма одуша; пловдивск. алаяна, калаянска задушнииа; серб. зимске задушнице, отварне задушнице);
2. летние задушницы, приуроченные к Вознесению (серб. шумадийский: Спасовданске задушнице, болг. Спасовска задушница, душница, пловдивский: черешова задушнице, банско одуше), к Троице (серб. троjичке, духовске, отворне задушнице, лесковацкий: пресветска задушница; болг. русалска, русална задушница), или Николе вешнему (серб. вранский: лети задушнице);
3. осенние задушницы — суббота перед Димитровым днём, 26 октября, реже после Димитрова дня (болг. Димитровска задушница, голяма задушница, странджский: Митровско одуше, есенско одуше; серб. митровске задушнице, затворне задушнице) или на субботу перед Михайловым днём, 7 ноября (серб. михољске задушнице, болг. Рангелова задушница, Рангелска душница, Архангелска одуша, капанский: душна събота).

Каждые из этих трёх задушниц может быть главной, в зависимости от региона.
Ритуальная традиция этих празднований включала зажигание свечей и иногда разведение костров, которые символизировали освещение пути в земной мир для умерших душ. Помимо этого практиковалась раздача поминальной еды соседям и бедноте, символическое «кормление душ», украшение мест захоронения цветами и зеленью, обкладывание их дёрном и тому подобное. Как правило, главными исполнителями задушных обрядов становились женщины.

## Задушки

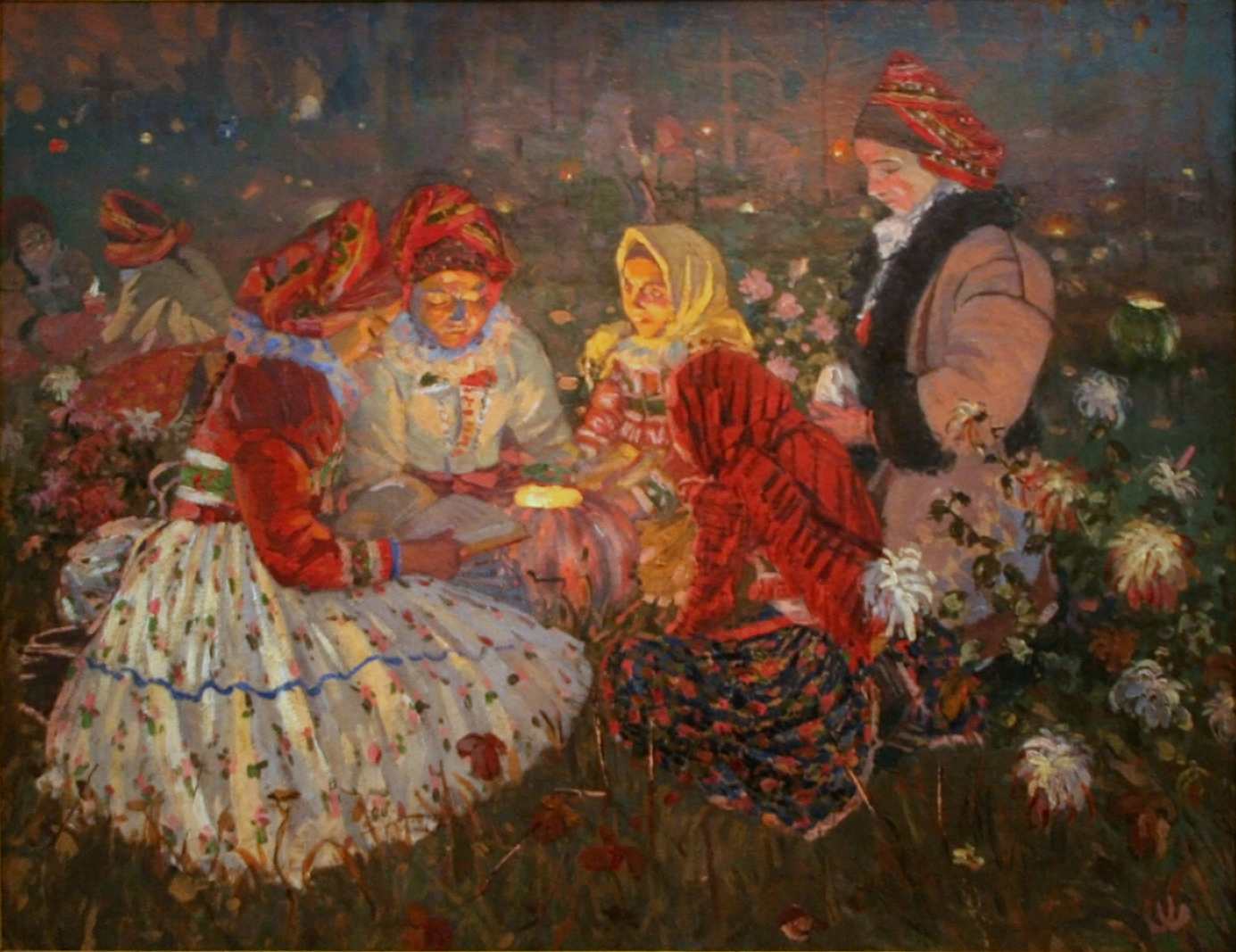
«Душечки» в Словакии

Задушки (з.-бел. Задушны дзень; пол. Zaduszki, Zaduszki jesienne, Święto zmarłych, Dzień Wszystkich Świętych, Dzień Zaduszny, Święto Zmarłych; словац. Všehsvätych deň, Spomienkový deň, Pamiatka zosnulých, Dušičky; в.-луж. Wšěch swjatych a Chudych dušow; хорв. Dušni dan, Mrtvih dan; словен. Dušno, Svi sveti) — у славян-католиков главные в году поминальные дни, приуроченные к первым числам ноября, которые совпадают с церковными датами поминовения Всех Святых (1 ноября) и душ умерших родственников (2 ноября).
Считалось, что во время осенних Задушков умершие родственники посещают свои дома, останавливаются под окнами или слева от двери, попадают в дом, греются у печи и ищут оставленную для них поминальную трапезу. Ритуальная сторона Задушков включала в себя наведение порядка на кладбищах, чистку захоронений, организацию коллективных молений за умерших. Дома также готовились ко встрече с ушедшими: проводилась уборка, полы посыпались песком, двери и окна держались открытыми, у натопленной печи ставили лавочку, на которой размещались вода, мыло, гребень и полотенце. Домохозяйки пекли специальный хлеб «для душ», который относили на кладбище и раздавали беднякам, детям и священникам. В некоторых районах Словакии в ночь накануне на столе хозяин должен был оставить стакан вина на столе «для душ», а утром детей отправляли удостовериться, убавилось ли оно.
Поляки верили, что в Задушки души предков приходят погреться. В хлебной печи для них клали два полена крест-накрест, а на столе оставляли еду и питьё, чтобы их задобрить и заручиться покровительством. Считалось, что души умерших могли оказать большое влияние на судьбы живых. Пережитком угощения умерших были одаривание на кладбище «дедов» (в виде нищих) хлебом и другими продуктами, оставление пищи на могилах. День поминовения предков отмечается поляками торжественно. В этот день съезжаются вместе родственники, чтобы посидеть вместе и посетить могилы своих близких. Могилы убирают венками, букетами цветов, а затем зажигают на них свечи.